# Reguliersgracht 109
Reguliersgracht 109 te Amsterdam-Centrum is een gebouw aan de Reguliersgracht in Amsterdam-Centrum. Het staat in de gevelwand tussen de kruisingen met de Falckstraat en de Weteringschans.
Hier werd in 1865 gebouwd aan een woning met aanbouw voor de onderwijzer(s) van de zogenaamde tussenschool C, die stond in de hoek Achtergracht (bij demping Falckstraat) en Reguliersgracht. Het ontwerp kwam van stadsarchitect Bastiaan de Greef. De aanbesteding vond plaats op 2 mei 1865. Voor de bouw van school en woning moest een aantal andere gebouwen afgebroken worden.
Die school was meer breed dan hoog; de onderwijzerswoning juist hoog en minder breed. Reguliersgracht 109 is drie bouwlagen hoog onder een zadeldak (met een lage aanbouw). De afgeplatte puntgevel is bepleisterd. In de bakstenen gevels zijn enkele gietijzeren muurankers te vinden. 
De school van Bastiaan de Greef werd al snel uitgebreid met de nieuwe school (Reguliersschool) Reguliersgracht 111-115.
Het gebouw op 109 kreeg allerlei gemeentelijke bestemmingen, vaak gekoppeld aan die van de school. Er zat onder meer de huurcommissie en de afdeling zedenzaken van de Gemeentepolitie Amsterdam. Toen deze in 1941 naar de Elandsgracht 117 verhuisde, kwam er in 1944 een aantal mensen te wonen en te werken, die meewerkte aan de illegale krant Het Parool. Wim van Norden woonde er al, maar onder andere Simon Carmiggelt en Max Nord vond hier (tijdelijk) onderdak. Het echtpaar Van Norden zou er tot hun dood blijven wonen. Een poging om er in 2018 een Huis van Journalistiek en Vrije Pers in te vestigen mislukte, waarna de vrije markt ermee op de loop ging. In 2019/2020 vond er een uitgebreide renovatie plaats op 109.